# Мевлан Дживелек, Нурие Улвие
Нурие Улвие Мевлан Дживелек (тур. Nuriye Ulviye Mevlan Civelek; 1893 — 9 апреля 1964, Кырыкхан) — турецкая защитница прав женщин, суфражистка, журналистка и основательница первого феминистского женского журнала и организации по защите прав мусульманских женщин в Турции. Журнал впервые опубликовал фотографию женщины-мусульманки.

## Ранняя биография
Нурие Улвие Едич родилась в 1893 году в семье Сафие Ханым и Махмута Едича, вероятнее всего в местечке Хадживелиоба (Гёнен, Османская империя. По другим источникам местом её рождения была Сирия, а третьи указывают на Гёреме в центральной Турции. Её отец был занят в сельском хозяйстве. Он был черкесского происхождения, будучи вынужденным покинуть Северный Кавказ после завоевания его Российской империей. Из-за финансовых проблем семья стала жить в нищете и была вынуждена отправить свою дочь во дворец Йылдыз в возрасте шести лет. Там она росла и обучалась дворцовым правилам и манерам, а также религии. По тогдашней традиции она вышла замуж в 13 лет, в 1906 году. Её муж, Хулуси-бей, был приёмным братом султана и умер вскоре после свадьбы.

## Деятельность
Используя деньги, которые унаследовала от своего мужа, она основала журнал Женский мир (тур. Kadınlar Dünyası), используя имя Нурие Улвие, 4 апреля 1913 года. 28 мая того же года она создала Османское общество по защите прав женщин (тур. Osmanlı Müdâfaa-i Hukuk-ı Nisvan Cemiyeti), с целью улучшения женского образования и трудоустройства, а также проведения реформы дресс-кода. Хотя ассоциация была в первую очередь организацией мусульманских женщин, в неё также входили представители этнических меньшинств и европейские журналисты.
Первоначально журнал издавался ежедневно. После сотого выпуска он начал выходить на еженедельной основе, а после 108-го выпуска (около 7 сентября 1913 года) Нурие Улвие стала подписывать свои статьи как Улвие Мевлан, взяв фамилию своего нового мужа, Рыфата Мевлана, журналиста и политика. Среди персонала издания не было ни одного автора-мужчины, таким образом Мевлан реагировала на то, что мужчины не давали женщинам права участия в общественной деятельности.
В своих статьях Мевлан декларировала чёткие требования, включая право женщин на высшее образование, равную оплату труда для женщин и мужчин, доступ женщин к государственным должностям, а также утверждала, что улучшение жизни женщин также приведёт к улучшению жизни общества в целом. Она также выступала за ношение платка вместо хиджаба, за равные права полов в браке и осуждала практику устроения браков. В результате своей кампании турецкие женщины добились успехов: так в 1913 году семь женщин были наняты в телефонную компанию, а в 1914 году Инас Дарюльфюнуну открыл курсы для женщин в области науки и литературы в Стамбуле. С 1913 по 1914 год также выходило французское издание Женского мира, что было направлено на расширение диалога между европейскими феминистками и членами ассоциации.
Мевлан управляла Женским миром до 1921 года. Во время Войны за независимость Турции её муж, который был сторонником курдской независимости, вошёл в число 150 нежелательных персон в Турции и был выслан из страны по окончании войны в 1923 году. В 1927 году Мевлан развелась с ним и начала содержать дом-интернат для учащихся. В 1931 году она вышла замуж за студента-медика, Али Мухаррем Дживелека из Антиохии, который жил с ней во время учёбы на факультете медицины. После завершения его обучения супруги покинули Стамбул и переехали в Кырыкхан (провинция Хатай).
Дживелек умерла 9 апреля 1964 года в Кырыкхане, похоронена на кладбище Асри в Антакье.

## Наследие
После её смерти её мужем была основана публичная библиотека в 1967 году, носящая её имя. К 2004 году библиотека хранила более 9 000 книг. В Кырыкхане одна из улиц носит её имя, а на кладбище, где она похоронена, её муж установил фонтан в память о ней. В 1967 году на этом же кладбище Турецкий женский совет (тур. Türkiye Kadınlar Konseyi) открыл мемориальную доску, посвящённую ей.